# 新潟電視台21
株式會社新潟電視台二十一（日语：／ Kabushikigaisha Niigata Terebi Nijūichi ?），通稱新潟電視台21（新潟テレビ21），簡稱UX（在2006年7月31日之前是NT21），呼號為JOUX-DTV，遙控器號碼5頻道，是日本的一家以新潟縣為放送地域的電視台。新潟電視台21開播于1983年10月1日，是新潟縣第四家民營電視台。新潟電視台21也是全日本新聞網（ANN）的第12個成員，也是全日本新聞網在昭和時代最後一個開播的電視台。台名中的數字「21」取自於該頻道播出當時在新潟市定頻21頻道。

## 資本構成
下表列出2021年3月31日時新潟電視台21的主要股東:332：
| 資本金   | 發行股份總數 | 股東數 |
| -------- | ------------ | ------ |
| 10億日元 | 20,000股     | 40     |

| 股東           | 持股數  | 比例   |
| -------------- | ------- | ------ |
| 朝日電視控股   | 4,230股 | 21.15% |
| 朝日新聞社     | 4,220股 | 21.10% |
| 本間組         | 1,260股 | 06.30% |
| 長鐡工業       | 1,060股 | 05.30% |
| 田中角榮紀念館 | 1,000股 | 05.00% |

## 歷史
1982年10月27日，郵政省釋出新潟地區第4家民營電視台播出執照，吸引多達147家公司申請:26。在時任新潟縣知事君健男的調解下，這些業者統合為新潟電視台21，並在1983年2月4日獲得播出執照:26。4月5日，新潟電視台21總部舉辦動工儀式:26。同年9月25日，新潟電視台21開始進行試播:27。
1983年10月1日，新潟電視台21正式開始播出，成為日本第101家民營電視台。在開播時，新潟電視台21覆蓋了新潟縣92.6%的地區:27。在開播之初，新潟電視台21就憑藉野坂昭如襲擊事件的獨家新聞而獲得ANN新聞月間賞:27。開播兩年之後，新潟電視台21在1986年首次實現盈利，電波覆蓋率也達到98%，意味著新潟縣絕大部分地區都能收看到新潟電視台21的節目:30。1989年，新潟電視台21實現清零開播以來的累積債務，並且在這一年4月第一週首次獲得收視率三冠王:31。1991年，新潟電視台21首次實現股票分紅:32。同年新潟電視台21工會亦宣告成立:32。1995年度，新潟電視台21對總部進行擴建，並首次實現營業收入超過50億日元:36。1997年7月17日，新潟電視台21開設了官方網站:37。同年新潟電視台21還播出了卷核電站計劃擱淺的獨家新聞:13。
2002年，新潟電視台21為ANN貢獻的新聞數達401條，在朝日電視台以外的聯播網成員中僅次於朝日放送，排名第二:40。2004年，為慶祝開播20週年，新潟電視台21舉辦了「大英博物館至寶展」，吸引超過14萬人參觀，是迄今新潟縣內美術展參觀人數次高記錄:45。在同年的新潟縣中越地震時，新潟電視台21在地震發生後5分就開始斷續播出新聞特別節目，並在地震後的一個月內在各界新聞中持續提供和地震有關的生活資訊:56-57。2006年10月1日，新潟電視台21開始播出數位電視訊號:47。為了提高數位電視認知度，新潟電視台21還和TV新潟放送網共同舉辦了數位電視宣傳活動:47。數位電視開播後，新潟電視台21以“5”作為遙控器選台號碼，簡稱由NT21改為UX，並啟用了新商標:47。「UX」取自於識別訊號，其中「U」象徵觀眾的You，「X」則有無限、可能性、交流等含義:10。2007年度，新潟電視台21的全日平均收視率達9.6%，開播以來首次獲得第一。黃金時段和晚間時段的收視率也獲得第二:48。2008年度，新潟電視台21不僅蟬聯全日收視率首位，晚間時段的平均收視率也升至第一:49。同年新潟電視台21還在9月舉辦了開播25週年紀念活動「UX FAN MEETING」，吸引2萬人參加:49。
2011年7月24日，新潟電視台21停止播出類比電視訊號，完全進入數位電視時代:52。這一年受到東日本大震災導致景氣蕭條的影響，新潟電視台21出現虧損:52。但在翌年就實現扭虧為盈:53。在開播30週年之際，新潟電視台21在2013年11月2日播出6小時的特別直播節目:54。2015年5月，新潟電視台21的總部別館竣工。

## 節目
1984年10月，新潟電視台21開始播出首個自製資訊節目《照光誠的週六攝影棚》（照光まことの土曜スタジオ）:29。該節目雖然只播出了3年就結束，但卻開啟了新潟電視台21在週六上午播出自製資訊節目的傳統:34。1987年開始播出的《THE7》曾創下超過17%的收視率，播出時間達6年半:34。現在新潟電視台21在週六上午播出的資訊節目《まるどりっ!》是自2007年開始播出的長壽節目，在2012年度創下11.3%的平均收視率記錄:34。
新潟電視台21在1995年9月開始播出的《小野澤裕子的活力廣角》是新潟縣首個播出時間超過2小時的帶狀資訊節目，播出長達7年:41。2001年，被朝鮮綁架的橫田惠父母橫田滋及橫田早紀江夫妻曾出演該節目:43。現在新潟電視台21的傍晚帶狀資訊節目是2012年開始播出的《超級J新潟》，自2012年4月開始播出:53。
1992年，新潟電視台21製作的紀錄片《保守王國新潟的選擇 〜佐川急便事件和知事選舉〜》獲得了ANN優秀賞的肯定，並成為時任新潟縣知事金子清辭職的導火索:33。新潟電視台21在1998年製作的開播15週年紀念特別節目《鼓童》記錄佐渡島的和太鼓集團一年的生活，成功實現在日本全國播出:38。
自1987年開始，新潟電視台21堅持製作深夜綜藝節目。播出於1995年至2008年的《音樂和鬍鬚》是播出多達650集的長壽節目，介紹日本各地的音樂人，在節目結束後仍持續舉辦音樂活動:98。

## 註释
1. ↑  「三冠」指全日（6:00-24:00）、黃金時間（19:00-22:00）、晚間時段（19:00-23:00）三個時段皆獲得收視率第一。

## 外部連結
- UX新潟電視台21 （页面存档备份，存于）
- UX新潟電視台21的X（前Twitter）
- UX新潟電視台21的Facebook專頁
- 新潟電視台21採用的Instagram帳戶
- YouTube上的UX新潟電視台21頻道